# 市原松平
市原 松平（いちはら まつへい、1915年3月30日 - 2001年4月11日）は、日本の土木工学者。京都帝国大学工学部卒業。名古屋大学名誉教授。土木学会名誉会員。地盤工学会名誉会員。土圧・間隙水圧の計測方法に関する研究を行い多面土圧計などの計測機器を開発。特に土圧研究の分野で多くの業績を上げた。勲二等瑞宝章受章。

## 略歴
1915年（大正4年）、現在の千葉県佐倉市に生まれる。旧制千葉県立佐倉中学校（現：千葉県立佐倉高等学校）、旧制大阪高等学校（現：大阪大学一般教養部）を卒業。
1941年（昭和16年）12月、京都帝国大学工学部土木工学科卒業。内務省国土局に採用される。
1942年（昭和17年）2月、近衛工兵連隊に現役兵として入隊。1946年（昭和21年）6月に南方から復員。同年9月から大阪府土木局勤務。
1947年（昭和22年）から運輸省の技術研究所勤務、港湾関係の調査研究に従事。
1962年（昭和37年）から名古屋大学において1978年（昭和53年）4月の定年まで勤務。
1969年（昭和44年）、土質工学会功労章受章。1970年（昭和45年）、土木学会論文賞受賞。その後2年間中部工業大学教授。1980年（昭和55年）から和歌山工業高等専門学校校長に就任。
2001年（平成13年）4月11日、急性心不全のため死去。享年86。